# Кирил Терзієв
Кирил Стойчев Терзієв (болг. Кирил Стойчев Терзиев; нар. 1 вересня 1983, Петрич) — болгарський борець вільного стилю, срібний та бронзовий призер чемпіонатів Європи, бронзовий призер Олімпійських ігор.

## Біографія
Боротьбою почав займатися з 1995 року.
Виступав за борцівський клуб «Чорноморець» з Бургаса.

## Спортивні результати на міжнародних змаганнях

### Виступи на Олімпіадах
| Змагання                    | Збірна   | Вагова категорія          | Місце  |
| --------------------------- | -------- | ------------------------- | ------ |
| Літні Олімпійські ігри 2008 | Болгарія | вільна боротьба, до 74 кг | Бронза |
| Літні Олімпійські ігри 2012 | Болгарія | вільна боротьба, до 74 кг | 14     |

### Виступи на Чемпіонатах світу
| Змагання                        | Збірна   | Вагова категорія          | Місце |
| ------------------------------- | -------- | ------------------------- | ----- |
| Чемпіонат світу з боротьби 2009 | Болгарія | вільна боротьба, до 74 кг | 8     |
| Чемпіонат світу з боротьби 2010 | Болгарія | вільна боротьба, до 74 кг | 7     |
| Чемпіонат світу з боротьби 2011 | Болгарія | вільна боротьба, до 74 кг | 15    |
| Чемпіонат світу з боротьби 2013 | Болгарія | вільна боротьба, до 74 кг | 23    |

### Виступи на Чемпіонатах Європи
| Змагання                         | Збірна   | Вагова категорія          | Місце  |
| -------------------------------- | -------- | ------------------------- | ------ |
| Чемпіонат Європи з боротьби 2004 | Болгарія | вільна боротьба, до 66 кг | 13     |
| Чемпіонат Європи з боротьби 2008 | Болгарія | вільна боротьба, до 74 кг | 13     |
| Чемпіонат Європи з боротьби 2009 | Болгарія | вільна боротьба, до 74 кг | Бронза |
| Чемпіонат Європи з боротьби 2010 | Болгарія | вільна боротьба, до 74 кг | Срібло |
| Чемпіонат Європи з боротьби 2011 | Болгарія | вільна боротьба, до 74 кг | 5      |
| Чемпіонат Європи з боротьби 2012 | Болгарія | вільна боротьба, до 74 кг | 7      |
| Чемпіонат Європи з боротьби 2014 | Болгарія | вільна боротьба, до 74 кг | 7      |

### Виступи на Європейських іграх
| Змагання              | Збірна   | Вагова категорія          | Місце |
| --------------------- | -------- | ------------------------- | ----- |
| Європейські ігри 2015 | Болгарія | вільна боротьба, до 74 кг | 5     |

### Виступи на інших змаганнях
| Змагання                                                      | Збірна   | Вагова категорія          | Місце  |
| ------------------------------------------------------------- | -------- | ------------------------- | ------ |
| Турнір Дана Колова — Николи Петрова 2007                      | Болгарія | вільна боротьба, до 74 кг | Бронза |
| Олімпійський кваліфікаційний турнір з боротьби 2008 (Мартіні) | Болгарія | вільна боротьба, до 74 кг | Бронза |
| Турнір Дана Колова — Николи Петрова 2009                      | Болгарія | вільна боротьба, до 74 кг | Золото |
| Турнір Дана Колова — Николи Петрова 2010                      | Болгарія | вільна боротьба, до 74 кг | 5      |
| Золотий Гран-прі з боротьби 2010 (Баку)                       | Болгарія | вільна боротьба, до 74 кг | 21     |
| Кубок Імамалі Хабібі і Абдоллаха Мохамеда 2010                | Болгарія | вільна боротьба, до 74 кг | 13     |
| Золотий Гран-прі з боротьби 2011 (Красноярськ)                | Болгарія | вільна боротьба, до 74 кг | 5      |
| Турнір Дана Колова — Николи Петрова 2011                      | Болгарія | вільна боротьба, до 74 кг | Срібло |
| Золотий Гран-прі з боротьби 2011 (Баку)                       | Болгарія | вільна боротьба, до 74 кг | 13     |
| Меморіал Вацлава Циолковського 2011                           | Болгарія | вільна боротьба, до 74 кг | 12     |
| Вогні Москви 2011                                             | Болгарія | вільна боротьба, до 74 кг | Бронза |
| Турнір Дана Колова — Николи Петрова 2012                      | Болгарія | вільна боротьба, до 74 кг | Срібло |
| Київський Міжнародний турнір з боротьби 2012                  | Болгарія | вільна боротьба, до 74 кг | 20     |
| Олімпійський кваліфікаційний турнір з боротьби 2012 (Софія)   | Болгарія | вільна боротьба, до 74 кг | Срібло |
| Меморіал Іона Корнеану 2013                                   | Болгарія | вільна боротьба, до 74 кг | Золото |
| Меморіал Вацлава Циолковського 2013                           | Болгарія | вільна боротьба, до 74 кг | Золото |
| Всесвітні ігри бойових мистецтв 2013                          | Болгарія | вільна боротьба, до 74 кг | Срібло |
| Турнір Дана Колова — Николи Петрова 2014                      | Болгарія | вільна боротьба, до 74 кг | 7      |
| Міжнародний меморіал Дейва Шульца 2015                        | Болгарія | вільна боротьба, до 74 кг | Золото |